# حورية عايشي
حورية عايشي عالمة الاجتماع ومغنية جزائرية، نقلت التراث الشاوي إلى أرجاء العالم وصاحبة أغنية «يا الصالح يا الصالح» الشهيرة.

## سيرة

### المنبع
ولدت في مدينة باتنة عاصمة الأوراس الجزائري مهد الثوار الجزائريين نشأت حورية في بيت كبير على الطراز القديم ضمن عائلة ممتدة ونشأت في مجتمع شديد المحافظة على تقاليده الأمازيغية حيث يتميز مجتمع للنساء فيه بطقوس خاصة حيث تشربت فنها من جدتها التي كانت تحفظ معظم التراث المحلي للمنطقة ما كان يدعو النساء إلى التقرب منها للأخذ عنها، وفي هذا المحيط كانت حورية عايشي تسترق السمع من جدتها التي كانت ذات صوت وأداء متميز بالإضافة إلى جدتها تقر حورية دائما بفضل والدها الذي كان متفتحاً وواعياً بقيمة تعليم البنت أو المرأة الشيء الذي ساعدها على الدراسة في محيط محافظ جداً.
بعد دراستها بمدينة قسنطينة انتقلت لتتم دراستها الجامعية بجامعة الجزائر تخصص علم الاجتماع، بعد ذلك انتقلت إلى فرنسا لتحضر رسالة الدكتوراه في علم الإجتماع بجامعة السوربون مطلع السبعينيات، ثم قررت الاستقرار هناك.

### البدايات
في 1984، بدأت احتراف الغناء مع أوّل وقوف لها على الخشبة في باريس خلال «المهرجان الدولي للغناء والموسيقى النسائية».
وفي عام 1986 وفي إحدى سهرات العشاء الخاصة وبحضور بعض الضيوف طلب من حورية الغناء فغنت حورية ككل مرة وتفننت في أداءها المتميز بالعفوية وعدم التكلف وفي نهاية السهرة تقدمت منها سيدة محترمة من بين الضيوف وقالت لها: أنا مساعدة مديرالمهرجان الدولي للغناء والموسيقى النسائية وقد أعجبت بصوتك وأنا سأبرمجك في سهرات المهرجان كانت هذه السهرة في شهر فبراير وكان على حورية أن تحضر نفسها لشهر جوان للمهرجان وبمساعدة بعض الأصدقاء بصفة تلقائية شكلت فرقة للبدء في عملية التحضير وكانت الدورة الثانية للمهرجان الدولي للغناء والموسيقى النسائية هي نقطة البدء في مسيرة حورية الفنية.
في عام 1990 اختارها المخرج الإيطالي برناردو برتولوشي لتكتب الموسيقى لفيلمه «السماء الواقية».
غنت في عامي 2008 و 2013 في مهرجان على مرّ الأصوات [الفرنسية]

### البزوغ
تأثّرت بروّاد الأغنية الشاوية، وعلى وجه الخصوص بقّار حدّة وعيسى الجرموني الذي تقدّم أغنيته «عين الكرمة» في كلّ حفلاتها. أعادت حورية عايشي عدة أغاني عيسى الجرموني، ولعلّ أبرزها «بقاو بالسلامة».
صارت عايشي سفيرةً للأغنية الشاوية عبر العالم مع توالي إصداراتها الموسيقية: «أغاني من الأوراس» (1990) و«حواء» (1993) و«خلوة في الذكر الصوفي الجزائري» (2001) و«خيالة الأوراس» (2009)، وأحيت حفلات عديدة في كثير من الدول.
رغم أن عايشي تعتمد على الطابع الشاوي الذي يعتمد على القصبة والبندير، إلا أنها قدّمت أعمالاً معاصرة مع الموسيقي الفرنسي نيكولا فريز، وشاركت مع مويا بافلوفسكا من مقدونيا ومونيكا باسوس من البرازيل في تقديم أغانٍ تمزج بين الجاز والموسيقى الشاوية.

## كتب عنها
صدر لها عن منشورات الشهاب سنة 2012 برفقة الباحث الجزائري نور الدين سعدي كتاب يتناول مسيرتها الفنية بعنوان «حورية عايشي.. سيّدة الأوراس» (بالفرنسية: Houria Aïchi : Dame de l’Aurès)‏.

## ألبومات
1. أغاني من الأوراس 1990
2. حواء 1993
3. خلوة من الذكر الصوفي الجزائري 2001
4. خيّالـة الأوراس 2009 [10]

## روابط خارجية
- حورية عايشي على موقع ميوزك برينز (الإنجليزية)
- حورية عايشي على موقع ديسكوغز (الإنجليزية)